# Elisabeth Sophia Gyldenløve

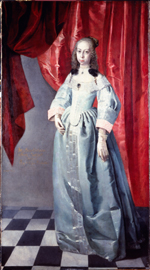
Elisabeth Sophia Gyldenløve

Elisabeth Sophia Gyldenløve (26 novembre 1633 – 20 gennaio 1654) è stata una nobile danese.

## Biografia
Era nata dalla relazione tra il re Cristiano IV di Danimarca e la sua amante ufficiale Vibeke Kruse.
La relazione dei suoi genitori iniziò nel 1629, dopo che suo padre divorziò dalla seconda moglie Kirsten Munk, e durò fino alla morte di Vibeke.
Venne data in moglie all'età di 10 anni al federmaresciallo e governatore di Nyborg Claus von Ahlefeldt, che sposò a Bramstedt il 18 giugno 1648, anno in cui morì sua madre Vibeke.
Il matrimonio fu dettato da ragioni di stato: il re voleva infatti creare un Consiglio degli affari esteri composto da uomini potenti che fossero legati direttamente a lui. Per far ciò cercò di far sposare i suoi parenti prossimi con i suoi consiglieri.
A Claus venne promessa una dote di
Diede alla luce una figlia:
- Christine Sophie Amalie von Ahlefeldt (1650-1729), che sposò nel 1669 Claus von Oertzen, da cui divorzio 1682.

Elisabeth morì a 21 anni e venne sepolta a Kiel il 16 marzo 1654.

## Ascendenza
|                              |   |                                   | Genitori                           |  |  | Nonni |  |  | Bisnonni                   |  |  | Trisnonni               |  |
|                              |   |                                   |                                    |  |  |       |  |  | Cristiano III di Danimarca |  |  | Federico I di Danimarca |  |
|                              |   |                                   |                                    |  |  |       |  |  | Cristiano III di Danimarca |  |  | Federico I di Danimarca |  |
|                              |   | Anna del Brandeburgo              |                                    |  |  |       |  |  | Cristiano III di Danimarca |  |  |                         |  |
| Federico II di Danimarca     |   |                                   |                                    |  |  |       |  |  | Cristiano III di Danimarca |  |  |                         |  |
|                              |   | Dorotea di Sassonia-Lauenburg     | Magnus I di Sassonia-Lauenburg     |  |  |       |  |  |                            |  |  |                         |  |
|                              |   | Dorotea di Sassonia-Lauenburg     | Magnus I di Sassonia-Lauenburg     |  |  |       |  |  |                            |  |  |                         |  |
|                              |   | Dorotea di Sassonia-Lauenburg     | Caterina di Braunschweig-Lüneburg  |  |  |       |  |  |                            |  |  |                         |  |
| Cristiano IV di Danimarca    |   | Dorotea di Sassonia-Lauenburg     |                                    |  |  |       |  |  |                            |  |  |                         |  |
|                              |   | Ulrico III di Meclemburgo-Güstrow | Alberto VII di Meclemburgo-Güstrow |  |  |       |  |  |                            |  |  |                         |  |
|                              |   | Ulrico III di Meclemburgo-Güstrow | Alberto VII di Meclemburgo-Güstrow |  |  |       |  |  |                            |  |  |                         |  |
|                              |   | Ulrico III di Meclemburgo-Güstrow | Anna di Brandeburgo                |  |  |       |  |  |                            |  |  |                         |  |
| Sofia di Meclemburgo-Güstrow |   | Ulrico III di Meclemburgo-Güstrow |                                    |  |  |       |  |  |                            |  |  |                         |  |
|                              |   | Elisabetta di Danimarca           | Federico I di Danimarca            |  |  |       |  |  |                            |  |  |                         |  |
|                              |   | Elisabetta di Danimarca           | Federico I di Danimarca            |  |  |       |  |  |                            |  |  |                         |  |
|                              |   | Elisabetta di Danimarca           | Sofia di Pomerania                 |  |  |       |  |  |                            |  |  |                         |  |
| Elisabeth Sophia Gyldenløve  |   | Elisabetta di Danimarca           |                                    |  |  |       |  |  |                            |  |  |                         |  |
|                              | … | …                                 |                                    |  |  |       |  |  |                            |  |  |                         |  |
|                              | … | …                                 |                                    |  |  |       |  |  |                            |  |  |                         |  |
|                              | … | …                                 |                                    |  |  |       |  |  |                            |  |  |                         |  |
| …                            | … |                                   |                                    |  |  |       |  |  |                            |  |  |                         |  |
|                              |   | …                                 | …                                  |  |  |       |  |  |                            |  |  |                         |  |
|                              |   | …                                 | …                                  |  |  |       |  |  |                            |  |  |                         |  |
|                              |   | …                                 | …                                  |  |  |       |  |  |                            |  |  |                         |  |
| Vibeke Kruse                 |   | …                                 |                                    |  |  |       |  |  |                            |  |  |                         |  |
|                              |   | …                                 | …                                  |  |  |       |  |  |                            |  |  |                         |  |
|                              |   | …                                 | …                                  |  |  |       |  |  |                            |  |  |                         |  |
|                              |   | …                                 | …                                  |  |  |       |  |  |                            |  |  |                         |  |
| …                            |   | …                                 |                                    |  |  |       |  |  |                            |  |  |                         |  |
|                              |   | …                                 | …                                  |  |  |       |  |  |                            |  |  |                         |  |
|                              |   | …                                 | …                                  |  |  |       |  |  |                            |  |  |                         |  |
|                              |   | …                                 | …                                  |  |  |       |  |  |                            |  |  |                         |  |
|                              |   | …                                 |                                    |  |  |       |  |  |                            |  |  |                         |  |